# Veniero Colasanti

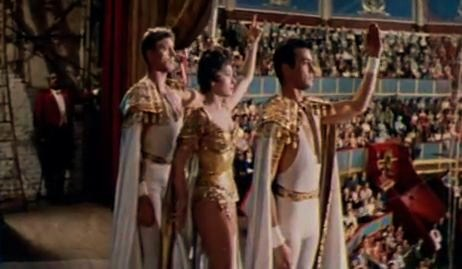
Imagen representativa de dirección. ￼

Veniero Colasanti (* Roma, Italia, 21 de julio de 1910 - † 3 de junio de 1996) fue un diseñador de vestuario, decorador y director artístico de cine italiano, que gozó de gran prestigio en el Hollywood clásico de los años 50 y 60. Fue nominado al Óscar en la categoría de dirección artística en el año 1961, por la película El Cid, junto a John Moore. 
Durante las décadas de los 60 y los 70, trabajo como tramoyista y decorador en el Festival de Salzburgo, significándose en diversas óperas por la calidad de su trabajo.